# 菅野儀作
菅野 儀作（すげの ぎさく、1907年6月1日 - 1981年1月25日）は、日本の政治家。位階は正四位、勲等は勲二等。参議院議員（3期）、千葉県市原郡八幡町長。自由民主党では福田派に属した。

## 経歴
1907年（明治40年）千葉県市原郡八幡町生まれ。千葉県千葉中学校に進学。3年修了（修業年限は5年間）とともに家業の米穀雑貨商を継ぐ。
1947年（昭和22年）初代八幡町長。1951年（昭和26年）千葉県議会議員選挙初当選。1960年（昭和35年）第14代千葉県議会議長就任。
1967年（昭和42年）現職の小沢久太郎の死去に伴う第7回参議院議員通常選挙千葉県選挙区補欠選挙で自由民主党から立候補し、初当選。1970年（昭和45年）第3次佐藤内閣北海道開発政務次官。1971年（昭和46年）第9回参議院議員通常選挙再選。1977年（昭和52年）第11回参議院議員通常選挙3期目に当選する。
参議院議員在職中の1981年（昭和56年）1月25日、心不全のため、順天堂大学附属病院で死去した。73歳没。同月27日、特旨を以て位記を追賜され、死没日付をもって正四位勲二等に叙され、旭日重光章を追贈された。哀悼演説は同年2月13日、参議院本会議で秦野章により行われた。
菅野の死去に伴う欠員補充の補欠選挙は同年3月8日に執行され、一旦は政界から引退していた元衆議院議員の臼井荘一が後継候補となり当選し、残余の任期を務めている。
市原市の飯香岡八幡宮には菅野の銅像が置かれている。

## 政治手腕
「県政界のドン」と呼ばれ、同県出身の川島正次郎や水田三喜男らに対抗して福田派の国会議員を県内に増やした。田中角栄は「千葉のことは菅野に話を通せ」といい、「政界の暴れん坊」と言われた浜田幸一も菅野の前では直立不動であったという。京葉工業地域の造成を行う際、最初の埋立を地元の八幡で引き受け、「血の雨が降っても当たり前」といわれる地元の漁師らへの交渉の調整役を買って出た。千葉県知事に当選した友納武人に「自民党や県会のことはおれが一切引き受けてまとめるから、知事は県政に専念するように」と言って、菅野-友納ラインを形成した。
1966年2月に新東京国際空港建設（富里案）に反対するデモ隊が県庁に押し掛けた際、友納知事との面会を求める日本社会党議員の加瀬完に対し「主人に会うのに玄関の戸をブチこわして来るとは何事だ。お前は国会議員ではないか、党利党略よりも国家的見地で話し合えるように努力しろ」と一喝した。菅野に気圧された加瀬は「みんな一度引き揚げろ、その上代表者を絞って知事に面会を申し入れろ」と引き下がった。井上裕は、富里の反対同盟副会長が菅野の直系であり、「八街・富里空港をこのまま進めるならば、私は抗議の自殺をする」と宣言したことから、友納に菅野が諦めるよう進言し、成田三里塚への計画変更がその後決まったとしている。国政進出後、内閣総理大臣の福田赳夫に対し「成田の混迷は国の恥」と早期開港を働きかけた。
愛国心が強く、千葉縣護國神社再建を働きかけた。
自民党千葉県連会館建設の資金集めを行い、「いずれ何年か経つと、この会館はだれが苦労して建てたか忘れられるだろう。（中略）この金文字（自由民主党の看板）の下で自民党千葉県連の人々が県民のため正しく仕事をしてくれればおれも本望だ」と語った。

## 人物
- 菅野が晩年に胆石症の手術を受けた柏戸病院の理事長によれば、「気さくな性格で曲がったことが嫌いな人」であった[6]。
- 県会議員初当選後、八幡の自宅から県庁までスクーターで通っていた[7]。